# Гипергенез
Гипергенез (или гипергенные процессы; в зарубежных источниках — супергенез, эпидиагенез) — совокупность процессов химического и физического преобразования минералов и горных пород в верхней части земной коры и на её поверхности под воздействием атмосферы, гидросферы и живых организмов при низких температурах. Главную роль в гипергенезе играют химическое разложение, растворение, гидролиз, гидратация, окисление и карбонатизация. В зоне гипергенеза под влиянием различных факторов происходит образование коры выветривания, зон окисления месторождений, почвообразование, формирование состава подземных и поверхностных вод, хемогенное и биогенное осадкообразование и др. Часто исследователи считают гипергенез синонимом выветривания.

## Описание
Для всех видов гипергенеза характерны окислительно-восстановительные (коррозионные) и коррозионно-гидролизные механизмы деструкции минералов, осуществляющиеся в «ферсмановских» Р-Т-параметрах среды. Границы между ними приходятся на сравнительно незначительные изменения этих параметров, в основном связанных с типами исходной минерализации (полупроводники и диэлектрики), фазовыми превращениями воды (жидкость-лед), более заметной ролью климатической сезонности протекания процессов, а также с вмешательством в среду техники.
Во всех случаях массообмен ассоциируется с гидролизом, окислительными и восстановительными реакциями, экстракцией и сорбцией вещества, растворением, обменом и высаждением минеральных новообразований. Энергообмен отвечает высокой роли солнечной радиации, эффективным экзотермическим реакциям деструкции вещества и интенсивной энергетике технологического воздействия на среду со стороны общества.
Наконец, все гипергенные комплексы протекают в биосфере и, благодаря постоянному участию в их развитии «живого вещества» (по В. И. Вернадскому) — макро- и микроорганизмов, — являются её отдельными подразделениями: биокосными (биоминеральными) системами, в каждой из которых осуществляется единство организмов и их жизнеобеспечивающего минерального субстрата.

## Термин
Термин «гипергенный» был предложен в 1920-е академиком А. Е. Ферсманом для описания экзогенных изменений, генетически связанных с процессами выветривания, то есть сформировавшихся в обстановке низких температур (+25° С) и давлений (1 атм.) при активном участии воды, насыщенной атмосферными газами, прежде всего кислородом, в верхней части литосферы. К гипергенным, естественно, были отнесены продукты процессов корообразования и окисления месторождений полезных ископаемых, а также почвенные комплексы. Литогенные (осадочные) образования, характеризующиеся большой спецификой осаждения и диагенеза осадков, остались представителями «негипергенного» экзогенеза.
- Гипергенез (по Ферсману) — совокупность геологических процессов вызываемых взаимодействием атмосферы, гидросферы и литосферы.

В XX веке накопился огромный материал по геолого-минералогическому исследованию гипергенеза не только по традиционным подразделениям, находящимся в рамках «Ферсмановских параметров» (окисленные руды, коры выветривания, почвы), но и по ранее не рассматривавшимся объектам, таким как «техногенез», «криогенез», «пластовое окисление» и некоторым другим. Впоследствии, ввиду неконкретности термина и во многом синонимичности выветриванию его стали рассматривать как его синоним, либо как более общий процесс, описывавающий физические и химические изменения минералов.